# فينس جونز
فينس جونز (بالإنجليزية: Vince Jones)‏ هو مغني أسترالي، ولد في 1954 في بيزلي في المملكة المتحدة.

## وصلات خارجية
- الموقع الرسمي
- فينس جونز على موقع ميوزك برينز (الإنجليزية)
- فينس جونز على موقع أول ميوزيك (الإنجليزية)
- فينس جونز على موقع ديسكوغز (الإنجليزية)